# Список фильмов о «Губке Бобе Квадратные Штаны»
«Губка Боб Квадратные Штаны» — американский мультсериал, который был адаптирован для нескольких театральных фильмов, начиная с 2004 года с фильма «Губка Боб Квадратные Штаны». Фильмы распространяются и принадлежат Paramount Pictures, дочерней компании ViacomCBS, материнской компании Nickelodeon. В фильмах присутствует постоянный телевизионный голосовой актёрский состав: Том Кенни, Билл Фагербакки, Роджер Бампасс, Клэнси Браун, Мистер Лоуренс, Джилл Тэлли, Кэролин Лоуренс, Мэри Джо Кэтлетт и Лори Алан.
Планы по фильму, основанному на сериале, начались в 2001 году, когда Nickelodeon и «Paramount Pictures» начали обращаться к создателю сериала Стивену Хилленбергу за театральной постановкой. Сначала он отказался от их предложений, но начал развивать его в 2002 году после завершения третьего сезона шоу. Хилленберг снял фильм, который был выпущен 19 ноября 2004 года и имел успех у критиков и коммерческий успех. Изначально планировалось, что это будет финал сериала, но успех франшизы привёл к созданию большего количества эпизодов. Губка Боб в 3D, снятый ныне бывшим шоураннером Полом Тиббитом, вышел в 2015 году. Третий фильм, Губка Боб в бегах, был снят бывшим сценаристом шоу Тимом Хиллом и выпущен в 2020 году.

## Фильмы

### «Губка Боб Квадратные Штаны» (2004)
В этой анимационной комедии с живым действием Планктон планирует украсть корону короля Нептуна и отправить её в опасный Шелл-Сити, а затем обвинить мистера Крабса в преступлении. Губка Боб и Патрик должны отправиться в Шелл-Сити, столкнувшись с несколькими опасностями на своём пути, чтобы забрать корону, чтобы спасти мистера Крабса от гнева Нептуна и Бикини Боттом от тирании Планктона.

### «Губка Боб в 3D» (2015)
Сюжет следует за пиратом по имени Бургеробород (Антонио Бандерас), который крадёт секретную формулу крабсбургера, используя волшебную книгу, которая воплощает в жизнь любой текст, написанный на ней. После того, как Бикини Боттом превращается в апокалиптическую выгребную яму, и граждане выступают против Губки Боба, он должен объединиться с Планктоном, чтобы найти формулу и спасти Бикини Боттом. Позже Губка Боб, Патрик, Сквидвард, мистер Крабс, Сэнди и Планктон должны отправиться на поверхность, чтобы противостоять Бургеробороду и вернуть формулу, прежде чем Бикини Боттом будет полностью уничтожен.

### «Губка Боб в бегах» (2020)
Губка Боб, Патрик Стар и их друзья отправляются в спасательную миссию, чтобы спасти Гэри, который похищен Посейдоном и был доставлен в затерянный город Атлантик-Сити. Фильм также покажет знакомство в лагере Губки Боба и Патрика.

### Saving Bikini Bottom
В мае 2021 года было объявлено о разработке художественного фильма для интернет-телевидения, посвящённого Сэнди Чикс, режиссёром которого будет Лиза Джонсон, а сценаристами — Каз и Том Стерн. 12 августа 2021 года было объявлено название фильма — «Saving Bikini Bottom». 16 августа 2021 года стало известно, что съёмки фильма в Лос-Аламосе были отменены из-за переписывания сценария.

## Актёрский состав и персонажи
| Персонажи                  | Фильмы                       | Фильмы           | Фильмы                       |
| Персонажи                  | «Губка Боб Квадратные Штаны» | «Губка Боб в 3D» | «Губка Боб в бегах»          |
| -------------------------- | ---------------------------- | ---------------- | ---------------------------- |
| Губка Боб Квадратные Штаны | Том Кенни                    | Том Кенни        | Том Кенни                    |
| Патрик Стар                | Билл Фагербакки              | Билл Фагербакки  | Билл Фагербакки              |
| Сквидвард Тентаклс         | Рождер Бампасс               | Рождер Бампасс   | Рождер Бампасс               |
| Мистер Юджин Крабс         | Клэнси Браун                 | Клэнси Браун     | Клэнси Браун                 |
| Шелдон Планктон            | Мистер Лоуренс               | Мистер Лоуренс   | Мистер Лоуренс               |
| Карен Планктон             | Джилл Тэлли                  | Джилл Тэлли      | Джилл Тэлли                  |
| Сэнди Чикс                 | Кэролин Лоуренс              | Кэролин Лоуренс  | Кэролин Лоуренс              |
| Миссис Пафф                | Мэри Джо Кэтлетт             | Мэри Джо Кэтлетт | Мэри Джо Кэтлетт             |
| Перл Крабс                 | Лори Алан                    | Лори Алан        | Появляется в удалённой сцене |
| Гэри Улитка                | Том Кенни                    | Том Кенни        | Том Кенни                    |
| Король Нептун              | Джеффри Тэмбор               |                  |                              |
| Принцесса Минди            | Скарлетт Йоханссон           |                  |                              |
| Деннис                     | Алек Болдуин                 |                  |                              |
| Дэвид Хассельхофф          | В роли самого себя           |                  |                              |
| Бургеробород               |                              | Антонио Бандерас |                              |
| Пузырь                     |                              | Мэтт Берри       |                              |
| Король Посейдон            |                              |                  | Мэтт Берри                   |
| Мудрец                     |                              |                  | Киану Ривз                   |

- Тёмно-серая ячейка указывает на то, что персонаж не появляется в фильме.

## Производство

### «Губка Боб Квадратные Штаны»
Nickelodeon и Paramount Pictures обратились к создателю «Губки Боба Квадратные Штаны» Стивену Хилленбергу за фильмом, основанным на сериале, ещё в 2001 году, но он отказывался более года. После просмотра «Стального гиганта» и «Истории игрушек» со своим сыном он был обеспокоен тем, что Губка Боб и Патрик должны сделать что-то более значимое и вдохновляющее, не теряя при этом то, что он называл «каденцией» Губки Боба. В перерыве между пост-производством четвёртого сезона он сказал: «Было бы ошибкой снять 75-минутный фильм о том, что Губка Боб хочет сделать желе из медуз. […] Это должен был быть Губка Боб в большом приключении. Вот откуда взялась комедия, в которой эти два наивных персонажа, Губка Боб и Патрик, тупица и идиот, участвуют в этой невероятно опасной героической одиссее, несмотря на все препятствия». Сценаристы решили написать к фильму 2004 года поиски мифического героя: поиск украденной короны, который выводит на поверхность Губку Боба и Патрика. О сюжете Билл Фагербакки (голос Патрика) сказал: «Это просто безумие. Я постоянно восхищаюсь тем, что придумали эти парни».
Производство первого фильма началось в 2002 году, после того как Хилленберг и команда шоу завершили третий сезон. В шутливом анонсе сюжета фильма с самого начала говорилось, что в нём Губка Боб спасает Патрика от рыбака во Флориде. Это было задумано как юмористическая ссылка на «В поисках Немо», а позже было подтверждено Томом Кенни (голос Губки Боба) как «шутливый» сюжет, чтобы занять фанатов. Хилленберг написал фильм вместе с пятью другими сценаристами-аниматорами из шоу (Полом Тиббитом, Дереком Драймоном, Аароном Спрингером, Кентом Осборном и Тимом Хиллом) за трёхмесячный период в комнате бывшего банка в Глендейле, Калифорния. Осборн сказал: «Это было очень весело […], хотя там немного было весело».
Первый фильм должен был стать финалом сериала; Хилленберг хотел закончить франшизу после того, как фильм будет закончен, чтобы он «не прыгнул через акулу». Однако Nickelodeon желал большего количества эпизодов из-за растущей популярности франшизы. Хилленберг заявил: «Что ж, когда мы снимали фильм [в 2004], были опасения, что шоу достигло пика. Среди руководителей Nickelodeon были опасения». В результате Хилленберг ушёл с поста шоураннера сериала, назначив сценариста, режиссёра и художника-раскадровщика Пола Тиббита сменить его. Хилленбург по-прежнему участвовал в сериале, просматривая каждый эпизод и предлагая предложения.

### «Губка Боб в 3D»
В 2010 году The New York Times сообщила, что Nickelodeon обратился к съёмочной группе шоу с просьбой снять второй фильм. Сеть надеялась дать себе и мировой франшизе «импульс», выпустив ещё один фильм. The Los Angeles Times сообщила, что в марте 2011 года Paramount разрабатывает «ещё одну картину Губки Боба». Филиппе Дауман, тогдашний президент и главный исполнительный директор Paramount и Viacom, объявил 28 февраля 2012 года, что фильм-продолжение находится в разработке и выйдет в конце 2014 года. Дауман добавил, что этот фильм «послужит началом или будет одним из наших фильмов, с которого начнутся наши новые усилия по анимации». Nickelodeon ожидал, что фильм будет иметь гораздо более высокие кассовые сборы за рубежом, чем полнометражный фильм 2004 года, учитывая его глобальный охват. Дауман сказал: «Это будет и дальше продвигать Губку Боба на международном уровне». О производстве второго фильма было объявлено 10 июня 2014 года. Стивен Хилленберг вернулся, чтобы выступить в качестве исполнительного продюсера фильма, и внёс свой вклад в сюжет фильма.

## Отзывы

### Кассовые сборы
| Фильм                        | Дата выхода     | Открытие уик-энда в Северной Америке | Северная Америка | Другие территории | В мире       | Бюджет   | Cc     |
| ---------------------------- | --------------- | ------------------------------------ | ---------------- | ----------------- | ------------ | -------- | ------ |
| «Губка Боб Квадратные Штаны» | 19 ноября 2004  | $32,018,216                          | $85,417,988      | $54,775,005       | $140,192,993 | $30 млн  | [ 22 ] |
| «Губка Боб в 3D»             | 6 февраля 2015  | $55,365,012                          | $162,994,032     | $162,192,000      | $325,186,032 | $74 млн  | [ 23 ] |
| «Губка Боб в бегах»          | 14 августа 2020 | $900,000                             | $4,810,790       |                   | $4,810,790   | $60 млн  | [ 24 ] |
| Общее                        | Общее           | $88 283 228                          | $253 222 810     | $216 967 005      | $470 189 815 | $164 млн |        |

### Критический и общественный приём
| Film                         | Rotten Tomatoes    | Metacritic      | CinemaScore |
| ---------------------------- | ------------------ | --------------- | ----------- |
| «Губка Боб Квадратные Штаны» | 69 % (128 отзывов) | 66 (32 отзыва)  | B+          |
| «Губка Боб в 3D»             | 81 % (103 отзыва)  | 62 (27 отзывов) | B           |

## Команда
| Фильм                        | Режиссёр(ы)                                         | Продюсер(ы)                       | Сценарист(ы)                                                                                                  | Композитор(ы)            | Оператор               | Монтажёр         |
| ---------------------------- | --------------------------------------------------- | --------------------------------- | --- | ------------------------ | ---------------------- | ---------------- |
| «Губка Боб Квадратные Штаны» | Стивен Хилленберг Марк Осборн (сцены игрового кино) | Стивен Хилленберг и Джулия Пистор | Дерек Драймон, Тим Хилл, Стивен Хилленберг, Кент Осборн, Аарон Спрингер и Пол Тиббит Сюжет: Стивен Хилленберг | Грегор Нархолц           | Ежи Зелиньский         | Линн Хобсон      |
| «Губка Боб в 3D»             | Пол Тиббит Майк Митчелл (сцены игрового кино)       | Пол Тиббит и Мэри Пэрент          | Джонатан Айбел и Гленн Бергер Сюжет: Стивен Хилленберг и Пол Тиббит                                           | Джон Дебни               | Фил Мейхью             | Дэвид Йен Сэлтер |
| «Губка Боб в бегах»          | Тим Хилл                                            | Райан Харрис                      | Тим Хилл Сюжет: Тим Хилл, Джонатан Айбел и Гленн Бергер                                                       | Ханс Циммер Стив Маццаро | Питер Лайонс Коллистер | Майкл Эндрюс     |
| «Saving Bikini Bottom»       | Лиза Джонсон                                        |                                   | Каз, Том Стерн                                                                                                |                          | Грег Гардинер          |                  |